# 纳忽昏山-不黑都儿麻之战
纳忽昏山-不黑都儿麻之战，1204年（宋嘉泰四年，金泰和四年）春，成吉思汗统一蒙古各部战争中，铁木真与乃蛮部太阳汗（太阳罕）、屈出律、北乃蛮部首领不欲鲁黑汗在纳忽昏山之察乞儿马兀特地区（今蒙古国哈拉和林北纳莫合山）的决战。
克烈部灭亡后，铁木真计划消灭乃蛮部。乃蛮是当时蒙古高原上实力雄厚的突厥语系部族。乃蛮部亦难赤必勒格汗死后，长子台不花，号称太阳罕，继承其父汗位占据了乃蛮南部（本部），次子古出古敦不欲鲁占据乃蛮北部。乃蛮地区西邻康里地区、北接谦谦州、东邻蔑儿乞部，南接哈剌鲁（葛逻禄）、畏兀儿两部，东南与西夏接壤，东部与克烈部为邻。乃蛮与蒙古有世仇。铁木真灭克烈部之后，边界与乃蛮相接，太阳罕深感威胁。同时，太阳罕对克烈牧地觊觎已久，不甘心被铁木真占领。
1204年春，铁木真正在帖蔑延之野打猎时，得知太阳罕准备进袭的报告后，立即召诸将商议。铁木真采纳弟弟别勒古台主动进击的建议，在合勒河之畔集中军马，进驻客勒贴该合答，整顿军队，将所有军队按十户、百户、千户统一编制，派各级诺颜（指挥官），组建了“扯儿必”官（统领），任命其亲信那可儿（伴当）六人为扯儿必，成立护卫军。设八十宿卫，七十散班，四百箭筒士，以及轮番宿卫制度。整军结束，四月，祭旗出发。
沿怯绿连河（克鲁伦河）西行，以哲别、忽必来为前卫，进至萨里川（今杭爱山西南）与乃蛮前哨接触。用瘦马骄敌之计，铁木真军队一匹马被乃蛮前哨夺去，乃蛮认为蒙古马瘦，无力作战。铁木真率军到达萨里川后，采纳朵歹扯儿必的建议，以白天多设疑兵，夜里令每人各烧火五处，以示蒙古兵众强盛。乃蛮前哨报说，蒙古军已布满萨里川之野，其火多于星辰。太阳罕得知后，准备后撤，诱使蒙古军到阿勒台山（今阿尔泰山）南，再行决战。太阳罕之子屈出律和大将豁里速别赤的反对，于是率军进至纳忽昏山（今巴颜乌拉山）东的察乞儿马兀特地区（今西库伦北200里）。铁木真立即向乃蛮军进攻，沖击太阳罕大本营。双方在纳忽昏山峡谷交战，铁木真军迂回分割救援太阳罕大本营的乃蛮军，分别将他们在各山头被歼。太阳罕见援救无望，便乘夜率军突围，因通路被蒙古军封锁，只好攀登山崖，人马多半失足坠落山涧，乃蛮死伤甚众。太阳罕在突围过程中受箭伤而死。
屈出律和札木合、脱黑脱阿率残部投奔乃蛮北部的不欲鲁汗，想要重振旗鼓，共同设防。铁木真乘胜分南北两路追击，亲自率领西路军追至阿勒台山，征服太阳罕属下部众后，北追屈出律，进至不黑都儿麻源头，设哨对峙。铁木真大军因冬季作战不便，在汗呼赫岭（今科布多乌布苏诺尔湖西南之汗呼赫山）以南过冬。1206年春，雪融后，铁木真率大军越过汗呼赫岭向乃蛮北部进攻。乃蛮北部首领不欲鲁汗等被杀死。蒙古军追击乃蛮军至额儿的失河（即今流入乌布苏诺尔湖的帖斯河），全歼敌军，只有屈出律渡过河，逃亡西辽。至此，强大的乃蛮部灭亡。北路军由沉白率领，进攻逃至台合勒山（今库苏泊之北的比勒斯基果尔勒赤山）的麦古丹、脱里孛斤、察浑诸种蔑儿乞，也大获全胜。铁木真统一蒙古的大业完成。